# Феномен Пиаже
Феномен Пиаже — психологическое явление, наблюдаемое у детей дошкольного возраста и заключающееся в невозможности постижения ими таких характеристик окружающих предметов, как количество, размер, объём и т. п.
Этот феномен выражается в ошибках количественного сопоставления характеристик. Проверка производится рядом опытов, называемых задачами Пиаже (англ. Piaget's conservation experiments). Например, ребёнок может указывать, что:
- предметов, положенных в ряд, по его мнению, становится больше, если их же расставить с бо́льшими промежутками;
- кусок пластилина, по его мнению, уменьшается, если из шарика его раскатать в «сосиску» или полоску;
- верёвка становится короче, если её изогнуть.

При этом «правильному» ответу с умением «правильно» его объяснить ребёнка возраста 4—6 лет обычно невозможно научить — он так же легко «переучивается» обратно.
Феномен объясняют тем, что понимание абстрактных законов происходит в процессе воспитания не сразу. При этом обычно закон сохранения количества предметов (при их передвижении) постигается ребёнком на 1,5—2 года раньше, чем закон сохранения непрерывного вещества (при деформировании тела) и законы типа «где забрали больше, осталось меньше», а также обратимость операций.
Стадии реакции ребёнка на проводимые опыты:
1. непонимание сохранения (4—6 лет) — ответ зависит от расположения и формы;
2. промежуточный уровень (7—10 лет) — ребёнок либо даёт разные по правильности ответы в разных ситуациях, либо даёт правильный ответ, но не может объяснить; либо меняет ответ в зависимости от контрвнушения;
3. понимание сохранения (11—13 лет) — ребёнок уверенно даёт правильный ответ и может его объяснить.

Эксперименты показали, что дети, у которых был обнаружен феномен Пиаже, при выборе «больше»/«меньше», «одинаково»/«не одинаково», имеют в виду каждый раз разные параметры (количество, длина, габарит), в определённые моменты ими более чётко и наглядно воспринимаемый.
Отсюда можно сделать вывод, что овладение действием количественного сравнения не происходит спонтанно, как утверждал Ж. Пиаже, а требует специального обучения, в том числе обучения логическим правилам выполнения этого действия.
Похожие признаки «недостаточного» развития были обнаружены антропологом Клодом Леви-Строссом у первобытных племён.
Схема Пиаже упоминается в книге «Человек, который принял жену за шляпу».